# Sopraansaxofoonconcert (Hovhaness)
Het Concert voor sopraansaxofoon en strijkorkest is een compositie van Alan Hovhaness.
Dit werk met als weinig voorkomend solo-instrument de sopraansaxofoon werd op verzoek geschreven voor het New England Conservatory of Music in Boston. Zij bestelde een saxofoonconcert, Hovhaness ging na 10 oktober 1980 (de opdrachtdatum) aan het werk. Al vanaf dan werd de geschiedenis met raadselen omhult. Gegevens omtrent uitvoeringen ontbraken. Na verloop van tijd kreeg de vrouw van de componist een tape in handen van de vermoedelijke première met als solist Harvey Pittel begeleid door de Chautauqua Symphony Orchestra onder leiding van Varujan Kojian. Daarna werd het opnieuw stil totdat in 2005 een verzoek werd ontvangen van saxofonist Greg Banaszak om het te mogen opnemen. Hij nam het op in Polen. In juli 2013 legde hij het werk opnieuw vast met het Eastern Music Festival Orchestra onder leiding van Gerard Schwarz, een pleidooivoerder voor de muziek van Hovhaness.
Het is een romantisch werk opgebouwd in drie delen:
1. Andante – Allegretto espressivo – Fuga
2. Adagio espressivo – allegro assai
3. Let the living end The celestial song.

De solist speelt met in gedachte een coloratuursopraan, aldus Hinako Fujihara Hovhaness (weduwe van de componist).
Orkestratie:
- sopraansaxofoon
- violen, altviolen, celli, contrabassen